# Cossina (altagozat)
A Cossina a lepkék (Lepidoptera) rendjébe, a valódi lepkék (Glossata) alrendjébe, Heteroneura alrendágba és a Ditrysia osztagába tartozó Cossina tagozat egyik altagozata.

## Rendszerezésük
Az altagozatba az alábbi öregcsaládok tartoznak:
- Castnioidea
- Farontó lepkeszerűek (Cossoidea)
- Sodrómolyszerűek (Tortricoidea)